# Парсонс, Тони
Тони Парсонс (англ. Tony Parsons) — британский журналист и писатель.
Родился в 1953 году в Ромфорде, пригороде Лондона, но до пятилетнего возраста жил с семьей в графстве Эссекс. Подростком работал на лондонском предприятии по производству джина Gordon's.
Карьеру писателя начал в музыкальном журнале New Musical Express, где писал статьи о панк-музыке, и в ходе сотрудничества с которым участвовал в различных турне известных групп и исполнителей. Одной из излюбленных шуток журналиста была фраза о том, что он «принимал наркотики вместе с группой „The Sex Pistols“». Затем работал в газете Daily Telegraph. Позже у него появилась собственная колонка в издании The Daily Mirror. Парсонс женат вторым браком на девушке японского происхождения Юрико. Они живут в Лондоне и воспитывают дочь. От первого брака с коллегой журналисткой Джули Бёрчилл (англ. Julie Burchill) у Парсонса остался сын, которого он воспитал после разрыва с Бёрчилл.
Сейчас Парсонс работает с многими печатными изданиями, среди которых The Face, Marie Claire, Arena, The Guardian, ELLE, The Daily Telegraph, The Spectator. В русской версии журнала GQ регулярно публикуется его колонка.
До этого он был ведущим на канале BBC Two в передаче «The Late Show», в которой рассуждал о проблемах в искусстве и литературе. Однажды, опубликовав своё интервью с Джорджем Майклом, популярным певцом, Парсонс оказался героем скандала. Интервью очень не понравилось Д. Майклу, о чём он официально заявил перед прессой. К тому же он добавил, что эта публикация испортила его дружеские отношения с журналистом. За 9 лет до этого Парсонс написал биографическую книгу о Д. Майкле, доход от которой они разделили поровну. Книга была написана в 1990 году и отличается лёгкостью и привлекательностью, характерными для Парсонса.
Среди опубликованных произведений Тони Парсонса такие, как прославившаяся на весь мир книга Man and Boy (Мужчина и мальчик, или история с продолжением), а также её смысловое продолжение Man and Wife (Муж и жена). В Великобритании Man and Boy стала книгой года, получив в 1991 году почётный статус бестселлера. Критики сравнивают её с «Дневником Бриджит Джонс» Хелен Филдинг.
Также на счету автора романы The Family Way, One for My Baby, Stories We Could Tell, My Favourite Wife, Starting Over. Со временем все больше книг автора переводится издается на русском языке.
Романы Тони Парсонса показывают его доброе и немного насмешливое отношение к жизни, иронию, философию, умение откровенно, но справедливо рассуждать о современных чертах общества, проблемах тридцатилетних и их детей. Они помогают взрослым мысленно вернуться в детство и заново пересмотреть правильность своих поступков.

«Я плакал пять раз и четырежды чуть не умер от смеха.»Оригинальный текст (англ.)I cried five times and laughed out loud four— James Brown, Observer